# Corrido (muziek)

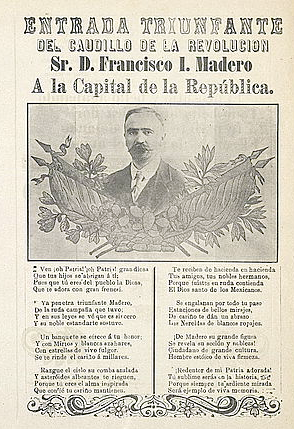
Bladmuziek van een corrido over Francisco I. Madero

Een corrido is een lied van een bepaalde muziekstijl uit Mexico die sterk verwant is aan de ballade.
Corrido's gaan niet zelden over de daden van helden (of juist criminelen) in het Amerikaans-Mexicaanse grensgebied. Ze zijn doorgaans opgedeeld in drie delen. In het eerste deel groet de zanger de luisteraars en geeft de proloog van het verhaal, in het tweede deel bezingt hij het verhaal en in het derde deel geeft hij de moraal van het verhaal en neemt hij afscheid van zijn toeluisteraars. Corrido's worden vaak vergeleken met ranchera's, hoewel er in corrido's nauwelijks ritmewisselingen voorkomen. Verder hebben corrido's sterke overeenkomsten met de wals uit Europa.
De laatste jaren zijn narcocorrido's, corrido's over drugssmokkel, populair geworden. In Mexico zijn veel narcocorrido's verboden. Dit betekent dat ze niet op radio en TV worden afgespeeld, wel is het toegestaan ze op streamingdiensten of YouTube te beluisteren. Dit doet de Mexicaanse regering vanwege strijd tegen drugshandel. 